# Бранимир Събев
Бранимир Събев е български писател.

## Биография
Бранимир Събев е роден на 16 септември 1981 г., в Свищов. Завършва финанси в Стопанска академия „Д. А. Ценов“ в родния си град, след което завършва втора магистратура по журналистика в печатните медии към Софийския университет „Св. Климент Охридски“.
Писателската си кариера започва през 2001 година. Автор е на сборниците „Хоро от гарвани“, „Човекът, който обичаше Стивън Кинг“ и „Пустинния Скорпион“. Негови произведения са включени в сборниците „Златен Кан. Том. 2“, „До Ада и назад“, „Мечове в леда“, „Изборът“, „Нова българска литература – Проза 2012“, „Литературно ателие“, „Кръстопът на изкуствата“, сп. „Тера Фантастика“, сп. „Дракус“, в-к „Телескоп“, „Литературен вестник“ и др.

## Сборници с разкази
- 2008 г. – „Хоро от гарвани“
- 2012 г. – „Човекът, който обичаше Стивън Кинг“
- 2013 г. – „Пустинния скорпион“
- 2015 г. – „Априлска жътва“